# Kreis Sárospatak
Der Kreis Sárospatak (ungarisch Sárospataki járás) ist ein Binnenkreis im nordöstlichen Teil des Komitats Borsod-Abaúj-Zemplén in Nordost-Ungarn. Er wurde zur Verwaltungsreform Anfang 2013 aus allen 16 Gemeinden des Vorläufers, des gleichnamigen Kleingebietes (ungarisch Sárospataki kistérség) gebildet und war neben Tokaj die einzige Region im Komitat, die keine Änderung erfuhr.

Der Kreis hat eine durchschnittliche Gemeindegröße von 1.484 Einwohnern auf einer Fläche von 29,85 Quadratkilometern. Die Bevölkerungsdichte liegt unter der des Komitates. Der Verwaltungssitz befindet sich in der einzigen Stadt Sárospatak.

## Gemeindeübersicht
| Gemeinde         | Status   | Herkunft Kleingebiet | Einwohnerzahl | Einwohnerzahl | Einwohnerzahl | Fläche     | Bevölkerungs- dichte (Ew./km²) |
| Gemeinde         | Status   | Herkunft Kleingebiet | 01.10.2011    | 01.01.2013    | 01.01.2016    | 01.01.2016 | Bevölkerungs- dichte (Ew./km²) |
| ---------------- | -------- | -------------------- | ------------- | ------------- | ------------- | ---------- | ------------------------------ |
| Bodrogolaszi     | Gemeinde | Sárospatak           | 906           | 928           | 901           | 20,61      | 43,7                           |
| Erdőhorváti      | Gemeinde | Sárospatak           | 612           | 643           | 628           | 50,11      | 12,5                           |
| Györgytarló      | Gemeinde | Sárospatak           | 556           | 547           | 525           | 30,19      | 17,4                           |
| Háromhuta        | Gemeinde | Sárospatak           | 115           | 125           | 106           | 37,80      | 2,8                            |
| Hercegkút        | Gemeinde | Sárospatak           | 651           | 662           | 676           | 7,81       | 86,6                           |
| Kenézlő          | Gemeinde | Sárospatak           | 1.234         | 1.281         | 1.128         | 22,96      | 49,1                           |
| Komlóska         | Gemeinde | Sárospatak           | 236           | 240           | 237           | 29,87      | 7,9                            |
| Makkoshotyka     | Gemeinde | Sárospatak           | 872           | 892           | 838           | 10,41      | 80,5                           |
| Olaszliszka      | Gemeinde | Sárospatak           | 1.717         | 1.737         | 1.690         | 39,49      | 42,8                           |
| Sárazsadány      | Gemeinde | Sárospatak           | 247           | 246           | 228           | 15,31      | 14,9                           |
| Sárospatak       | Stadt    | Sárospatak           | 12.991        | 12.827        | 12.067        | 139,09     | 86,8                           |
| Tolcsva          | Gemeinde | Sárospatak           | 1.801         | 1.884         | 1.810         | 16,48      | 109,8                          |
| Vajdácska        | Gemeinde | Sárospatak           | 1.315         | 1.346         | 1.303         | 22,77      | 57,2                           |
| Vámosújfalu      | Gemeinde | Sárospatak           | 817           | 795           | 716           | 10,64      | 67,3                           |
| Viss             | Gemeinde | Sárospatak           | 668           | 696           | 690           | 13,91      | 49,6                           |
| Zalkod           | Gemeinde | Sárospatak           | 208           | 208           | 193           | 10,21      | 18,9                           |
| Kreis Sárospatak |          |                      | 24.946        | 25.057        | 23.736        | 477,66     | 49,7                           |